# Gmina Strizivojna
Gmina Strizivojna (chorw. Općina Strizivojna) – gmina w Chorwacji, w żupanii osijecko-barańskiej.

## Miejscowości i liczba mieszkańców (2011)
Gmina obejmuje wyłącznie jedną miejscowość: Strizivojna, 2525 mieszkańców.